# Округ Ескамбија (Алабама)
Округ Ескамбија (енгл. Escambia County) је округ у америчкој савезној држави Алабама. По попису из 2010. године број становника је 38.319. Седиште округа је град Брутон.

## Демографија
Према попису становништва из 2010. у округу је живело 38.319 становника, што је 121 (0,3%) становника мање него 2000. године.
| Група             | 2000.          | 2010.          |
| Белци             | 24.575 (63,9%) | 23.508 (61,3%) |
| Афроамериканци    | 11.837 (30,8%) | 12.220 (31,9%) |
| Азијати           | 94 (0,2%)      | 92 (0,2%)      |
| Хиспаноамериканци | 379 (1,0%)     | 718 (1,9%)     |
| Укупно            | 38.440         | 38.319         |